# Lijst van voetbalinterlands Argentinië - Nicaragua
Deze lijst van voetbalinterlands is een overzicht van alle officiële voetbalwedstrijden tussen de nationale teams van Argentinië en Nicaragua. De landen speelden tot op heden een keer tegen elkaar. De enige ontmoeting, een vriendschappelijke wedstrijd, werd gespeeld in San Juan op 7 juni 2019.

## Wedstrijden
| № | Plaats   | Datum       | Competitie        | Wedstrijd              | Uitslag |
| - | -------- | ----------- | ----------------- | ---------------------- | ------- |
| 1 | San Juan | 7 juni 2019 | Vriendschappelijk | Argentinië – Nicaragua | 5 – 1   |

## Samenvatting
| Competitie        | Totaal gespeeld | Winst Argentinië | Gelijk | Winst Nicaragua | Doelsaldo Argentinië – Nicaragua |
| ----------------- | --------------- | ---------------- | ------ | --------------- | -------------------------------- |
| Vriendschappelijk | 1               | 1                | 0      | 0               | 5 – 1                            |
| Totaal            | 1               | 1                | 0      | 0               | 5 – 1                            |

Wedstrijden bepaald door strafschoppen worden, in lijn met de FIFA, als een gelijkspel gerekend.